# ピタゴラス教団
- ピタゴラス教団
- ピュタゴラス教団

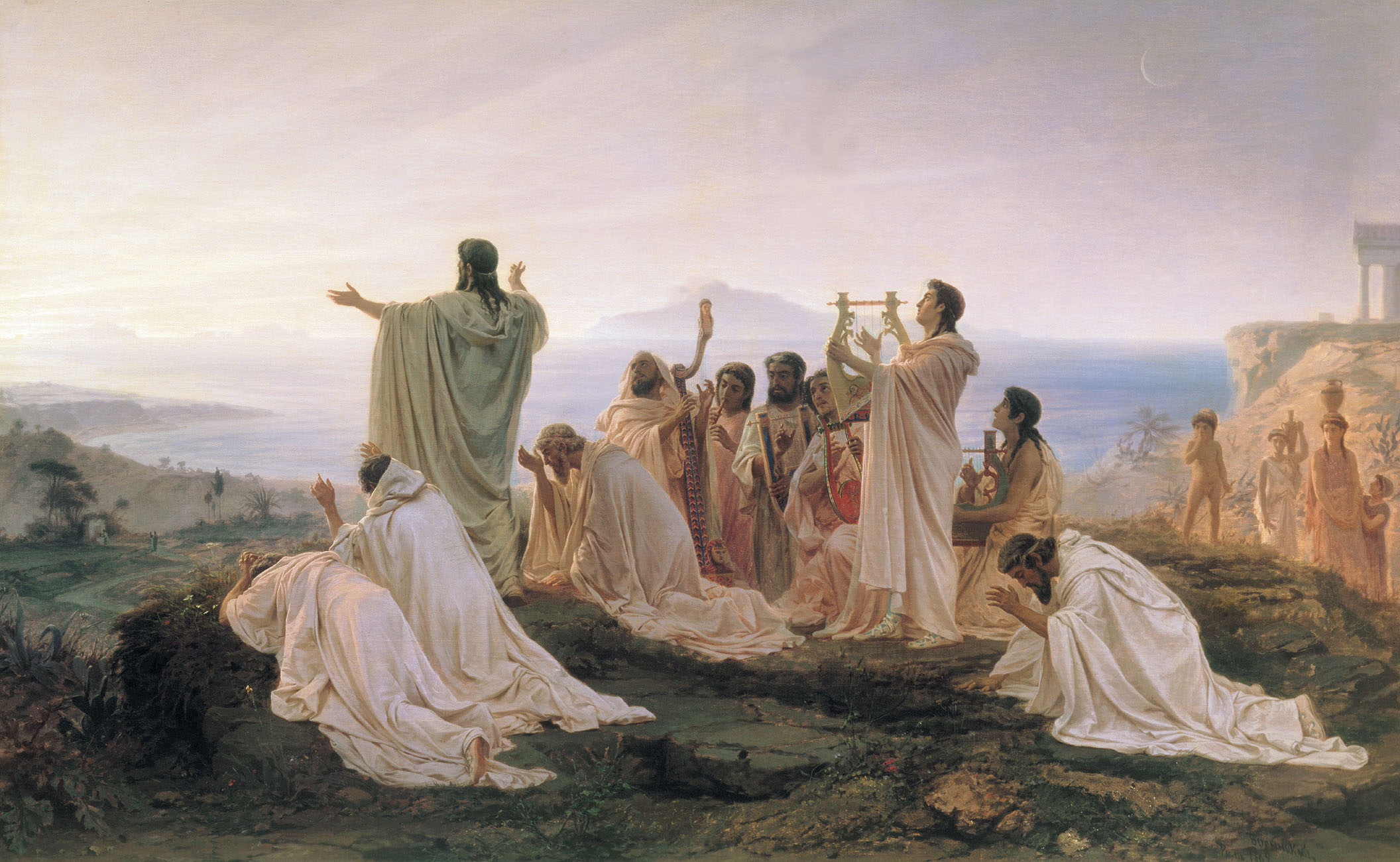
日の出を祝うピタゴラス（Fyodor Bronnikov画）

ピタゴラス教団（ピタゴラスきょうだん、英: Pythagorean Order）は、古代ギリシアにおいて哲学者のピタゴラスによって創設されたとされる一種の宗教結社。ピタゴラス派（英: Pythagoreans, 古希: Πυθαγόρειοι）ともいい、ピタゴラス派の教説をピタゴラス主義 (英: Pythagoreanism) という。

## 概要
南イタリアのクロトン（現クロトーネ）に本拠を置き、数学・音楽・哲学の研究を重んじた。前5世紀ごろに盛んであった。
オルペウス教の影響から輪廻転生の考え方を有していた。また原始共産制を敷いており、ティマイオスによると、ピタゴラスは財産を共有することを結社に入る第一の条件にしていた。
この時代の宗教結社に共通することではあるが、結社外に教えを伝えることは禁じられていた。このため、ピタゴラス教団に関する資料は少なく、実態が明らかでない。古代の証言からは、数学の研究を重んじた派と、宗教儀礼を重んじた派のふたつがあったことが知られている（#アクゥスマティコイとマテーマティコイ）。また、宗教儀礼を重んじた派の風習として、ソラマメを食べないなどの禁忌があったことが有名である。この派に属していた者として医学者のアルクマイオンが挙げられる。
また、ピタゴラス教団自体が秘教的で教えを外部に伝えなかったことだけでなく、ピタゴラスの伝記が伝説やおとぎ話に満ちたものとなっているということもピタゴラス教団の実態を不確実なものとしている。新プラトン主義者のポルピュリオスやイアンブリコスが書いた伝記が、ピタゴラスの生涯を歴史哲学的な物語として描いている。
ピタゴラス本人を含めて前期ピタゴラス教団の人々は著述を一切残さなかったが、後期のピロラオス（プラトンの『パイドン』で言及される）、エウリュトス、アルキュタス（プラトンの同時代人）といった人々がピタゴラスの思想を間接的に伝えている。
プラトンはピタゴラス派の影響を受けている。アリストテレスは『形而上学』で、プラトンの影響源としてクラテュロス、ソクラテスとともにピタゴラス派を挙げている。プラトン対話篇では上記『パイドン』のほか、『国家』第10巻の「天球の音楽」（エルの物語）など、多くの対話篇にピタゴラス派に関する記述がある。これらから「プラトンの不文の教説」として、プラトンはピタゴラスを祖述しているのだと古くから解釈された。
ピタゴラス派は前4世紀に衰退したが、前1世紀以降の新ピタゴラス派により再興された。新ピタゴラス派による再興運動は、上記の「不文の教説」を背景に新プラトン主義者に受け継がれ、上記のポルピュリオスらがピタゴラス伝を書くに至った。

## 思想

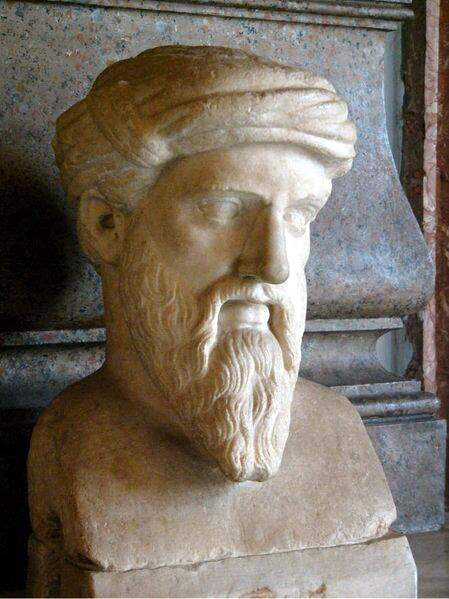
ピタゴラスの像

ピタゴラス派の根本思想は均整及び調和の理念で、この理念が日常生活から宇宙全体までを支配しているのだと考えられた。万物は宇宙の中心点である中心火の周囲を決まった軌道を通って周行するものとされた。
そして、均整及び調和の理念を基礎づけるものがピタゴラスの数論であった。ピタゴラス学派が数を原理と考えたということについて、アリストテレスはあるときには「数が物体の質料だと彼らは考えた」といったことを述べ、またあるときには「数が物体の原型であると彼らは考えた」といったことを述べている。このため、ピタゴラス学派の中には数を実体だと考える人々と数を物の原型としか考えない人々が混在していたのだと考えられている。ただしアリストテレスはピタゴラス学派の人々がおのおの二つの考えを同時に持っていたのだと考えている。アリストテレスと違ってピタゴラス学派の人々は形相的原理と質料的原理の区別を知らなかったことに注意しなければならない。
また、数論の現実的な領域への適用として、数と物事を結びつける、数を物事の象徴とするといったことが行われたが、正義を3に還元する者、4に還元する者、5に還元する者が学派内に混在していた。

## アクゥスマタ
ピタゴラスの教えはアクゥスマタ（akousmata、「聞かれたこと」を意味するアクゥスマの複数形）と呼ばれる口頭での短い教訓として伝えられた。アクゥスマタはまたシュンボラ（symbola）とも呼ばれ、イアンブリコス以前はこちらの呼び方のほうが多かった。
ピタゴラス派とは本来、この教訓に従おうと努力する人々を指す言葉だった。ピタゴラス派は、生（ビオス）の実践によって他と区別される人々であるため、政治結社などの一般的な言葉では説明できない、稀有な性格をもった集団であった。
アクゥスマタには次のようなものがある。迷信的な宗礼、戒律、智慧のようなものが含まれており、非常に多様である。
- 心臓は食べてはならぬ。
- 寝具はつねにたたんでおくこと。
- 気軽に握手しないこと。
- 幸福な者たちの島とは何か。太陽と月である。
- デルポイの神託とは何か。テトラクテュス（英語版）である。それはセイレーンの音階（ハルモニア）である。
- 何がもっとも智慧あるものか。数であり、2番目には事物に名前をつけた者である。

アクゥスマタには食物の禁忌も含まれ、これら全体がピタゴラス的な生の規則を定めることに決定的に寄与している。具体的にどのような禁忌があったかについては諸説ある。いかなる動物も食べてはならないとされたとも、さらには猟師に近寄ることすら禁じられたとも、犠牲獣のみは食べることができたとも、耕作用の雄牛と羊だけが禁忌であったとも伝えられている。
ピタゴラスには、数学の定理を発見したゆえに雄牛100頭を犠牲にしたという伝説があるが、ピタゴラスが菜食主義者であったとする伝承の中では、この伝説は都合が悪い。そのためその伝承の中ではパスタで作った牛を奉納したことに変えられている。

## アクゥスマティコイとマテーマティコイ
ピタゴラス派には2つの分派、アクゥスマティコイ（聴従派）とマテーマティコイ（学究派）があったと考えられている。アクゥスマティコイは伝統的なピタゴラス派で、ピタゴラスの残したアクゥスマタの墨守を旨とする一派、マテーマティコイはヒッパソスが創始した学問的（数学的）探求を行う一派である。マテーマタは後には数学的諸学を意味する言葉になっていくが、もとは学問一般を指す言葉であった。
アクゥスマティコイが伝統的なピタゴラス派であるため、マテーマティコイはアクゥスマティコイが正統であることを認めざるを得なかったが、アクゥスマティコイは師の言葉に満足せずに自ら数学や自然学の探求を行うマテーマティコイを異端とした。
イアンブリコスはアクゥスマティコイが異端であるという記述も残しているが、これは、イアンブリコスにとっては数学（マテーマタ）は至高の教説でなければならなかったため、真実とは逆のことを書いたのだと解釈されている。

## ピタゴラス派の人々
- ピタゴラス（紀元前572年頃 - 紀元前494年頃[19]）
- ヒッパソス（紀元前5世紀半ば？[20]）-科学的分野の探求を創始したピタゴラス主義の最初の代表者の一人で[21]、ピタゴラス派の分派マテーマティコイの創始者[22]。ピタゴラスに帰せられてきた音楽理論での業績は実はヒッパソスの業績だという[23]。ヒッパソスがピタゴラス派の秘密を暴露したという伝説は、実はマテーマティコイが自分たちも正統なピタゴラス派であることを主張するために科学的探求はピタゴラス本人に遡るとしたいがために創作したという可能性も指摘されている[21]。アリストテレスは、現実の世界の原理が火であるとした者として、ヘラクレイトスとともにヒッパソスの名前をあげている[24]。ヒッパソスは数ではなく火を原理としていた。
- ピロラオス（紀元前470年頃 - 紀元前390年頃[25]）- 独創的な思想家[26]。ピタゴラス派で最初に書物を著した人物[27]。ピロラオスは「調和した第一のもの、一なるものが天球の中央にあって、かまどと呼ばれる[28]」「認識されるものはすべて数を持つ[29]」と説いた。プラトンはピロラオスの著作から『ティマイオス』執筆の霊感を得た。プラトンが入手したピロラオスの著作はアカデメイアの財産として継承され、その後アリストテレスにも利用された[28]。アリストテレスが語るピタゴラス教団の宇宙論（英語版）や「万物は数である」という教義はピロラウスに由来すると考えられている[30]。
- アルキュタス（紀元前400年頃 - 紀元前350年頃活躍[31]）- ピタゴラス派が壊滅（紀元前459年から紀元前454年の間と推定されている[32]）したあと、イタリアに残った唯一のピタゴラス派[33]。1年を超えて将軍職に就くことが禁止されているにも関わらず7度将軍に選ばれ、将軍職に在職中は一度も敗北したことがなかった[34]。シケリア旅行中のプラトンが身に危険を感じた際にはこれを助けた。立方体倍積問題は、ヒポクラテスによって「2線分の間に2つの比例中項を挿入する」という問題に還元されたあと、アルキュタスによって最初に解かれた[35][36]。直円錐・円柱・円環面の交わりを利用する、大胆な3次元作図による解法であった[37]。